# Atractus surucucu
Atractus surucucu là một loài rắn trong họ Colubridae. Loài này được Prudente mô tả khoa học đầu tiên năm 2008.